# Seznam slovenskih šahistov
Seznam pomembnejših slovenskih šahistk in šahistov.

## A
- Slavica Alkalaj (Slavica Cvenkel) (1919 - 2002)
- Milka Ankerst (* 1942)
- Marjan Ankerst

## B
- Anton Bajec (1897 - 1985)
- Drago Bajc (1935 - 2020)
- Ivo Bajec (1932 - 2018)
- Indira Bajt (* 1980)
- Janez Barle (1952 - 2022)
- Zlatko Bašagić (* 1947)
- Srdan V. Bavdek (1937 - 2019)
- Goran Belamarič (* 1947)
- Aleksander Beljavski GM (* 1953)
- Janez Bizjak (1940/41 - 2023)
- Jure Borišek GM (* 1986)
- Ivan Bratko (* 1946)
- Blaž Bratovič (* 1985)
- Robert Braune (1845 - 1924)
- Tomi Brečko
- Matjaž Brezovar (* 1966)
- Franček Brglez dGM (1922 - 1997)
- (Milan Brglez)
- Dušan Brinovec (* 1969)
- Iztok Brunšek (* 1965)
- Enver Bukić (1937 - 2017)

## C
- Štefan Cigan (* 1966)
- Karel Cojhter
- Vinko Cuderman (1933 - 2011)
- Slav(ic)a Cvenkel Alkalaj (1919 - 2002)

## Č
- Fran Čadež (1882 - 1945)
- Mitja Čander (* 1974)
- Dušan Čepon (* 1961)
- Marjan Črepan (* 1962)
- Ljubo Črepinšek (1936 - 2023)

## D
- Blaž Debevec (* 1988)
- Selim Dizdar (* 1967)
- Vid Dobrovoljc (* 2000)
- Janez Dragatin (1829 - 1881)
- Aleš Drinovec
- Gal Drnovšek (* 1993)
- Nejc Drnovšek (* 1990)
- Lojzka Dvoršak

## E
- Roman Eferl
- Andreja Erjavec

## F
- Aco Ferenc (* 1950)
- Jože Fišer (1903 - ?)
- Simon Frangež (* 1979)
- Miha Furlan (* 1969)
- Ljudmil Furlani (1902 - 1944)

## G
- Ludvik Gabrovšek (1910 - 1988)
- Zdravko Gabrovšek
- Jan Gantar
- Borut Gerenčer
- Daniel Gerenčer
- Jožef Gerenčer
- Milan Germek (* 1921)
- Denis Gjuran (* 1986)
- Bruno Glas (* 2009)
- Nevenka Golc
- Jan Gombač (* 1982)
- Leon Gostiša dGM (* 1961)
- Luka Grasselli
- Aljoša Grosar (* 1967)
- Kiti Grosar (* 1976)
- Branko Grosek (* 1934)
- Tomislav Gruškovnjak (* 1974)
- Matej Guid (* 1979)
- Leo Gusel (1934 - 2008)

## H
- Hracek Zbynek (* 1970)
- Igor Horvatec
- Ivana Hreščak
- Bojan Hribar (* 1977)

## I
- Vladimir Ivačič (* 1936)
- Bogomir Ivanuša (* 1954)

## J
- Lara Janželj (* 1997)
- Igor Jelen (* 1972)
- Iztok Jelen (* 1947)
- Dušan Jelinčič (* 1953)
- Simon Jerič (* 1963)
- Janez Juhart
- Matjaž Justin (* 1966)

## K
- Danilo Kajnih
- Janko Kalan (1855–1901)
- Darja Kapš (* 1981)
- Evgen Kardoš-Jeno (1913–1941)
- Marjan Kastelic (* 1965)
- Žan Kavčič (* 1986)
- Jože Kerec
- Tomi Kilar
- Marko Klasinc (* 1951)
- Gorazd Klemenčič (* 1946)
- Milan Kneževič (* 1938)
- Martin Kodrič (* 1970)
- Mihael Kodrin (1924 - 2020)
- Majda Kokalj
- Peter Kokol (* 1989)
- Špela Kolarič (* 1993)
- Gašper Kos
- Ivan Kos (1846 - 1907)
- Toni Kos (* 1972)
- Pavla Košir (1942 - 2023)
- Boris Kovač (* 1954)
- Silvo Kovač (* 1942)
- Marlenka Kovač
- Igor Kragelj (* 1973)
- Peter Krajnc
- Jana Krivec (* 1980)
- Slavko Krivec (* 1930)
- Nataša Krmelj (* 1972)
- Domen Krumpačnik (* 1966)
- Rok Kržišnik (1951 - 2025)
- Zvone Kržišnik (1927 - 2017)
- Boris Kutin (* 1947)

## L
- Giuseppe Laco (* 1937)
- Matic Lavrenčič (* 2008)
- Aleš Lazar mlajši (* 1984)
- Luka Lenič (* 1988)
- Ivan Lešnik (1914 - 1982)
- Henrik Levičnik (1810 - 1862)
- Anita Ličina (* 1972)
- Milka Ljiljak Ankerst (* 1942)
- Milan Longer (1914 - 1971)
- Matija Lorenz (* 1938)
- Emil Luzar (* 1966)

## M
- Silven Majhenič (1948 - 2025)
- Drago Makuc (1912 - 1962)
- Matija Malešič (* 1933)
- Karmen Mar (* 1987)
- Boris Markoja (* 1998)
- Jože Markovič
- Boštjan Markun (* 1977)
- Jan Marn (* 2004)
- Branko Masleša (* 1952)
- Matjaž Matjašič (* 1979)
- Leon Mazi (* 1959)
- Vojko Mencinger (* 1958)
- Niko Merc
- Zvonimir Meštrovič (* 1944)
- Vesna Mihelič  (* 2006)
- Adrian Mihalčišin GM (* 1954)
- Ivo Mihevc (* 1947)
- Narcisa Mihevc
- Matjaž Mikac (* 1964)
- Janez Mode (1941 - 1968)
- Georg Mohr GM (* 1965)
- Stanislav Mrak (* 1958)
- Helga Musil Serianz
- Vojko Musil (* 1945)
- Ana Muzičuk wGM (* 1990)

## N
- Tomaž Navinšek (* 1962)
- Dušan Njegovan
- Marko Novačan (* 1969)
- Ksenija Novak (* 1987)

## O
- Josip Ogrinec (1844 - 1879)
- Špela Orehek (* 1991)
- Karmen Orel (1984 - 2005)
- Oskar Orel (1958 - 2009)
- Simona Orel (* 1960)
- Suad Osmanbegovič (* 1965)
- Bogdan Osolin (* 1960)
- Bojan Osolin (* 1959)
- Božena Osterc (1920 - 2008)
- Rudolf (Rudi) Osterman (* 1946)

## P
- Bruno Parma GM (* 1941)
- Jože Papler
- Duško Pavasovič GM (* 1976)
- Anton Pelko
- Danilo Peruš (* 1964)
- Franc Pešec (* 1943)
- Francka Petek
- Peter Petek (* 1944)
- Gregor Petkovšek
- Henrik Pfeifer (1864 - 1932)
- Mira Piberl (por. Vospernik) (* 1939)
- Vasja Pirc GM (1907 - 1980)
- Jernej Pirš (* 1987)
- Mitja Piškur (* 1974)
- Josip Plahuta (1827 - 1883) (problemist)
- Albin Planin(e)c GM (1944 - 2008)
- Damjan Plešec (* 1957)
- Janez Podkrajšek
- Gregor Podkrižnik (* 1978)
- Bogdan Podlesnik (* 1961)
- Marko Podvršnik (* 1964)
- Franc Poglajen
- Danilo Polajžer (* 1968)
- Alojzija Pongrac
- Primož Potočnik (* 1971)
- Matej Požun (* 1999)
- Ana Praznik (šahistka)
- Anton Praznik (* 1949)
- Niko Praznik (* 1979)
- Anton Preinfalk M (1911 - 2011)
- Jure Prosen (* 1986)
- Stojan Puc GM (1921 - 2004)

## R
- Brigita Rakić (Serianz)
- Silva Razlag (* 1948)
- Primož Riegler (* 1975)
- Edo Roblek SIM (1932 - 2008)
- Franc Rodman (* 1961)
- Robert Roškar (* 1975)
- Edo Rozman (* 1962)
- Vesna Rožič (1987 - 2013)
- Miran Rusjan (* 1977)

## S
- Tadej Sakelšek (* 1986)
- Janko Sarađen (u. 2023)
- Anton Schwab (1868 - 1938)
- Simon Serdt (* 1974)
- Brigita Serianz (Rakić-Serinanz)
- Helga Serianz (por. Musil)
- Dražen Sermek GM (* 1969)
- Dragan Simič (* 1970)
- Marjan Slak
- Franc Sorčnik
- Ana Srebrnič (* 1984)
- Marko Srebrnič (* 1987)
- Vojko Srebrnič (* 1948)
- Milan Stavanja (* 1962)
- Darko Steiner
- Majda Struc
- Janez Stupica (1935 - 2018)
- Tomaž Subotič ?
- Darko Supančič (* 1957)

## Š
- Matej Šebenik GM (* 1983)
- Marjan Šemrl (* 1954)
- Darko Šifrer (* 1956)
- Valter Šinkovec (mednarodni sodnik)
- Dejan Širaj (* 1987)
- Jože Šiška (1917 - 1999)
- Igor Šitnik (* 1959)
- Jernej Šivic (* 1985)
- Klemen Šivic
- Tone Škerlj (1935 - 2022)
- Matjaž Šlibar (* 1970)
- Primož Šoln (* 1978)
- Jože Šorli
- Simon Špacapan
- Darko Špelec (* 1959)
- Samo Štajner (* 1987)
- Andrej Štrucl
- Božo Štucl (* 1963)
- Jan Šubelj GM (* 2004)
- Andrej Šuštaršič
- Herma Švarcer
- Suzana Švent (* 1986)

## T
- Branko Tajnšek?
- Radomir Tavčar (1914 - 1987) (na Hrvaškem)
- Ivo Tekavčič M (1899 - 1954)
- Domen Tisaj (* 2002)
- Matej Titan (* 1992)
- Žan Tomazini
- Natalin Tomšič (* 1935)
- Vid Topolovec (* 1992)
- Cveto Trampuž (1935 - 1999)
- Marko Tratar (* 1974) GM
- Alenka Trpin (* 1985)
- Edo Turnher (1896 - 1969)

## U
- Ljubomir Ugren (* 1940)
- Mitja Ukmar (* 1953)
- Laura Unuk (* 1999) WGM
- Peter Urbanč (* 1997)
- Zala Urh (* 2002)
- Aleksander Uršič (1958 - 2024?)
- Andrej Anton Uršič (1864 - 1925)

## V
- Branko Vadlja (* 1956)
- Vid Vavpetič (1934 - 2016)
- Tatjana Vavpotič Košanski
- Zoran Veličkovič (* 1969)
- Jernej Vengust (* 1998)
- Mladen Veršič
- Stanko Veršič
- Teja Vidic (* 1998)
- Ciril Vidmar (1899 - 1982)
- Milan Vidmar (1885 - 1962) (GM)
- Milan Vidmar ml. (1909 - 1980)
- Franc Virtič (* 1963)
- Slavko Vizovišek (* 1949)
- Dolfe Vogelnik (1909 - 1987)
- Danijel Vombek (* 1967)
- Andrej Vospernik (* 1965)
- Mir(oslav)a Vospernik (* 1939) M
- Zdravko Vospernik (* 1934)

## Z
- Uroš Zalokar (* 1968)
- Ivan Zika (1907 - 1976)
- Dušan Zorko (* 1966)
- Jože Zorko (* 1957)
- Jure Zorko (* 1988)
- Gilbert Zupančič (1885 - 1959)
- Miran Zupe (* 1960)

## Ž
- Ivan Žagar (šahist)
- Alojz Železnik (* 1958)
- Albin Žganec (* 1958)
- Boris Žlender dGM (* 1959)
- Andrej Žnidarčič (* 1957)
- Fjodor Žugaj (* 1974)
- Žiga Žvan (* 1981)

Legenda
- Naslovi: GM - velemojster; WGM - velemojstrica v ženski konkurenci; dGM - dopisni velemojster, (I)M - (mednarodni) mojster.